# Athletics de la Ligue de l'Arizona

Les Athletics de la Ligue de l'Arizona sont une équipe de ligue mineure de baseball basée à Phoenix, dans l'Arizona, aux États-Unis. Affiliés à la formation de ligue majeure des Athletics, les Athletics de la Ligue de l'Arizona évoluent au niveau Rookie en Ligue de l'Arizona depuis 1988.

## Histoire
L'équipe est formée en 1988 et devient la première franchise « Rookie » des Athletics d'Oakland. Elle fait partie des quatre premières formations à composer la Ligue de l'Arizona, avec les Brewers, les Padres et une équipe composite Red Sox/Mariners.
D'abord domiciliée à Scottsdale de 1988 à 1995, elle déménage en 1996 à Phoenix et évolue au Papago Park Sports Facility.
De 1991 à 1999, l'équipe remporte cinq titres de champion dont trois consécutifs de 1991 à 1993. Depuis leur sixième titre en 2001, les Athletics ne sont retournés qu'une seule fois en play-off (instaurés en 1999, le titre était avant décerné au premier de la saison régulière).
Les Athletics sont la seule formation à avoir disputé toutes les saisons de la Ligue de l'Arizona depuis sa création.

## Palmarès
| Saison | Victoires | Défaites | Classement | Play-offs  |
| ------ | --------- | -------- | ---------- | ---------- |
| 1988   | 34        | 24       | 2e         | /          |
| 1989   | 28        | 25       | 2e         | /          |
| 1990   | 25        | 27       | 4e         | /          |
| 1991   | 39        | 21       | 1er        | / Champion |
| 1992   | 34        | 22       | 1er        | / Champion |
| 1993   | 35        | 20       | 1er        | / Champion |
| 1994   | 32        | 24       | 2e         | /          |
| 1995   | 37        | 19       | 1er        | / Champion |
| 1996   | 33        | 23       | 2e         | /          |
| 1997   | 29        | 27       | 3e         | /          |
| 1998   | 29        | 27       | 4e         | /          |
| 1999   | 39        | 17       | 1er        | Champion   |
| 2000   | 29        | 25       | 4e         |            |
| 2001   | 35        | 21       | 1er        | Champion   |
| 2002   | 28        | 28       | 3e         |            |
| 2003   | 15        | 33       | 8e         |            |
| 2004   | 34        | 22       | 2e         | Défaite    |
| 2005   | 30        | 26       | 3e         |            |
| 2006   | 24        | 31       | 6e         |            |
| 2007   | 25        | 31       | 7e         |            |
| 2008   | 21        | 35       | 7e         |            |
| 2009   | 22        | 34       | 10e        |            |
| 2010   | 30        | 26       | 6e         |            |